# 前原郵便局
前原郵便局（まえばるゆうびんきょく）は、福岡県糸島市にある郵便局である。民営化前の分類では集配普通郵便局であった。

## 概要
住所：〒819-1199 福岡県糸島市前原中央2-11-10

## 沿革
- 1874年（明治7年）12月20日 - 前原郵便取扱所として開設[1]。
- 1875年（明治8年）1月1日 - 前原郵便局（五等）となる。
- 1885年（明治18年）5月1日 - 貯金取扱を開始。
- 1886年（明治19年）5月1日 - 為替取扱を開始。
- 1897年（明治30年）3月16日 - 前原郵便電信局となる。
- 1903年（明治36年）4月1日 - 通信官署官制の施行に伴い前原郵便局となる。
- 1957年（昭和32年）3月1日 - 電話通話および電報受付事務を除く電気通信業務の取扱を前原電報電話局に移管[2]。
- 1957年（昭和32年）12月1日 - 特定郵便局から普通郵便局に局種別改定。
- 1999年（平成11年） - 外国通貨の両替および旅行小切手の売買に関する業務取扱を開始。
- 2003年（平成15年）3月16日 - 怡土郵便局から集配業務を移管[3]。
- 2007年（平成19年）5月21日 - 二丈郵便局および志摩郵便局から集配業務を移管[4]。
- 2007年（平成19年）10月1日 - 民営化に伴い、併設された郵便事業前原支店に一部業務を移管。
- 2012年（平成24年）10月1日 - 日本郵便株式会社発足に伴い、郵便事業前原支店を前原郵便局に統合。
- 2015年（平成27年）9月7日 - 北崎郵便局および周船寺郵便局から集配業務を移管。

## 取扱内容
- 郵便、印紙、ゆうパック、内容証明
- 貯金、為替、振替、振込、国際送金、外貨両替・トラベラーズチェック、国債、投資信託
- 生命保険、バイク自賠責保険
- ゆうちょ銀行ATM
- 「819-11xx」「819-13xx」「819-15xx」「819-16xx」区域（糸島市内全域）および「819-02xx」「819-03xx」区域（福岡市西区の一部地域）の集配業務
- ゆうゆう窓口

## 周辺
- 糸島市立前原小学校
- 伊都文化会館
- 糸島警察署
- 前原中央公園

## アクセス
- JR筑肥線 筑前前原駅から徒歩約8分
- 昭和バス 伊都文化会館前停留所下車
- 福岡前原有料道路 前原ICから北へ約3km
- 国道202号沿い
- 駐車場あり：26台